# Víctor Manuel Rodríguez
Víctor Manuel Rodríguez (* 5. Dezember 1959 in Guadalajara, Jalisco), auch bekannt unter dem Spitznamen El Tiburón (dt. Der Hai), ist ein ehemaliger mexikanischer Fußballspieler auf der Position eines Verteidigers.

## Laufbahn
Rodríguez begann seine Profikarriere 1978 bei seinem Heimatverein Club Universidad de Guadalajara, bei dem er bis 1993 unter Vertrag stand und in der Zwischenzeit lediglich auf Leihbasis kurzfristig anderweitig engagiert war. Anschließend stand er noch jeweils eine Saison beim Querétaro FC (1993/94) und beim Club Necaxa unter Vertrag, mit dem er zum Abschluss seiner aktiven Laufbahn die mexikanische Fußballmeisterschaft der Saison 1994/95 gewann.
Seine größten Erfolge mit den Leones Negros waren die Vizemeisterschaft in der Saison 1989/90 und der Pokalsieg ein Jahr später.
1990 absolvierte „Tiburón“ Rodríguez drei Länderspieleinsätze für die mexikanische Nationalmannschaft.

## Erfolge
- Mexikanischer Meister: 1995 (mit Necaxa)
- Mexikanischer Pokalsieger: 1991 (mit UdeG)